# Крик совы (фильм, 1987)
«Крик совы» (фр. Le cri du hibou) — франко-итальянский фильм режиссёра Клода Шаброля, вышедший на экраны в 1987 году. Сценарий фильма написан Клодом Шабролем и Одиль Барски по одноимённому роману 1962 года Патрисии Хайсмит.

## Сюжет
Парижский художник-иллюстратор Робер (Кристоф Малавуа) переехал в тихий район городка Виши, надеясь перебороть там глубокую депрессию после болезненного разрыва отношений со злобной и вредной Вероник (Виржини Тевене). Робер начинает тайно следить за своей новой соседкой Жюльетт (Матильда Май), восхищаясь её простой, безмятежной и лёгкой жизнью. Однажды Робер набирается смелости и говорит ей об этом. Однако слова Робера заставляют Жюльет переосмыслить свою жизнь. Она решает, что не счастлива со своим женихом Патриком (Жак Пено), разрывает помолвку с ним и начинает навязчивые заигрывания с Робером, чему тот совсем не рад. Патрик же не хочет мириться с таким положением, и однажды ночью в пустынном месте нападает на Робера. После ответного удара Патрик теряет сознание, Робер оставляет его на берегу реки и уходит. 
На следующий день выясняется, что Патрик пропал, и полиция допрашивает Робера как главного подозреваемого в его исчезновении. 
Между тем, Патрик скрылся намеренно, чтобы отомстить Роберу, прибегнув к помощи мстительной бывшей жены Робера, Вероник. Жюльетт находится в полном смятении от мысли, что её новый возлюбленный Робер мог быть убийцей, и в итоге кончает жизнь самоубийством. На фоне подозрений полиции рушится и профессиональная карьера Робера. В итоге, в решающем столкновении двух мужчин случайно убита Вероник, и хотя Роберу удаётся победить Патрика, он вновь становится подозреваемым в возможном убийстве.

## В ролях
- Кристоф Малавуа — Робер
- Матильда Май — Жульет
- Жак Пено — Патрик
- Жан-Пьер Кальфон — комиссар полиции
- Виржини Тевене — Вероник
- Патрис Кербра — Марселло
- Жан-Клод Лека — Жак
- Аньес Денефль — Сюзи
- Виктор Гарривье — доктор
- Жак Бруне — отец

## Награды и номинации
В 1988 году за работу в этой картине Матильда Май завоевала «Сезар» в номинации Самая многообещающая актриса, а актёр Жан-Пьер Кальфон был номинирован на «Сезар» как Лучший актёр второго плана.